# 学术休假
学术休假，亦稱為「知識人材休假」，在1880年由哈佛大学首创，是大学教师服务于高等教育机构一定期限后的一种休整方式。
最早源自美國哈佛大學提供給教授和研究員的有薪休假，每隔七年可無條件休至少半年的有薪假，起因於哈佛大學與約翰霍普金斯大學在延攬教授和研究員上的競爭。後來許多先進國家的高級科學和研發機構紛紛跟進此制度，通常是具備高度競爭和財力的機構有能力負擔這樣的休假制度，以禮遇高級知識人材。休假間隔在各國或各機構間會有差異，從每三年、每五年、到每七年的間隔都有。
雖說最初此制度只是在學術上，但最近越來越多的公司也用這種方式來吸引人才，每隔幾年員工可以帶薪放假一段很長的時間，具體時長因公司而異。